# Vlado Bednár
Vlado Bednár (11. února 1941, Bratislava – 17. ledna 1984, Bratislava, Československo) byl slovenský spisovatel-prozaik, dramatik a autor literatury pro děti a mládež. Užíval pseudonymy Fedor Vietor, Quido Maria Piaček a jiné.

## Životopis
Narodil se v rodině akademického malíře Štefana Bednára. Vzdělání získal v Bratislavě, kde v letech 1958–1964 studoval na Univerzitě Komenského Filosofickou fakultu, obor žurnalistika. V letech 1964–1966 byl odborým asistentem na Katedře žurnalistiky,
v letech 1966-1970 redaktorem mládežnických časopisů. V letech 1970–1975 pracoval jako redaktor ve vydavatelství Smena. Od roku 1975 se věnoval výhradně své literární práci. Jeho manželkou byla pozdější politička Oľga Keltošová. Dne 17. ledna 1984 tragicky zahynul následkem úrazu na rozkopané bratislavské ulici.

## Tvorba
Věnoval se psaní prózy jak pro mládež tak i pro dospělé. V jeho tvorbě pro dospělé převládají humoristicky laděná díla, jsou často protkána ostrou satirou nasměrovanou do společnosti, kde odhaloval její mnohé nedostatky. Jeho knížky však byly psány s lehkostí a optimismem až s náchylností k recesi. I když se obrátil k vážným tématům a opustil toto humorné zázemí jeho děl jeho kritický pohled na společnost stále zůstával přítomen. V tvorbě pro děti zůstává věren svému humornému pohledu na okolní svět a to i když tento jeho humor často vyplývá z okolností. Jeho díla jsou často poučná a mají didaktickou tendenci.

## Dílo
- Seznam děl v Souborném katalogu ČR, jejichž autorem nebo tématem je Vlado Bednár

### Tvorba pro dospělé
- 1964 – Uhni z cesty, satiricko-humoristický románek
- 1966 – Divné hrušky s divnou chuťou, kniha novel
- 1967 – Veterné mlyny, kniha novel
- 1978 – Vajce v stodole, román
- 1979 – Koza, humoristický román
- 1985 – Dračie žily, román
- 1987 – Libero, román (vydáno posmrtně)

### Tvorba pro děti a mládež
- 1967 – Nebrnkaj mi na city
- 1974 – Dobrodružstvá troch mudrlantov
- 1979 – Veľká dobrodružná vlastiveda
- 1982 – Čo mi kvety natárali
- 1983 – Hubárske rozprávky
- 1985 – Snehuliaci (spoluautor Tomáš Janovic)
- 1986 – Moje najmilovanejšie zvieratká

### Rozhlasové a divadelní hry
- 1974 – Vzducholoď, divadelní hra pro děti v 8 obrazech (spoluautor Tomáš Janovic)
- 1977 – Požičaná gitara, rozhlasová hra pro děti (spoluautor Tomáš Janovic)
- 1979 – Kľúčikové kráľovstvo, rozhlasová hra pro děti (spoluautor Tomáš Janovic)
- 1991 – Veľké proroctvá Sibyly, kráľovnej zo Sáby

### Výběry
- 1987 – Pevné lano, krátké humoristické texty
- 1990 – Rozprávková torta alebo rozprávky na dobré ráno, dobrý deň, dobrý večer a dobrú noc